# Feni (Stadt)
Feni (Bengalisch: ফেনী, Phenī) ist eine Stadt im südöstlichen Bangladesch. Das mehr als 91.000 Einwohner zählende Feni ist die Hauptstadt des gleichnamigen Distrikts. Die Stadt erstreckt sich über eine Fläche von 7,43 km².

## Persönlichkeiten
- Zafar Imam (* 1947), Politiker
- Mohammad Saifuddin (* 1996), Cricketspieler